# يحيى حمودي
الشيخ المصلح يحي ايت حمودي الورثيلاني عالم دين جزائري

## تعريف عام
هو ابن عبد الله العالم الجليل ابن سيدي يحي حمودي ابن أحمد ابن العالم حمود الهاجر من بني وغليس بن يحي ابن هبد الله بن موسى الحسني، 
إمام ومدرس مسجد أولموتن ببني ورتيلان ولاية سطيف عالم ومصلح جزائري كبير غير أنه غير معروف كثيرا رغم جهوده العظيمة مع جمعية العلماء المسلمين الجزائريين تخرج على يديه العديد من التلاميذ الذين صاروا فيما بعد شيوخا أكفاء أمثال ابنه الشيخ عبد الله بن يحي والشيخ السعيد بن الطاهر بن أحمد ابهلول والعلامة محمد امقران بن مالك.
جاء في آثار الإمام عبد الحميد بن باديس، تحت عنوان: «ما جمعته يد الله لا تفرقه يد الشيطان»:
| يحيى حمودي | هذه هي الكلمة التي ختمنا بها الخطاب الذي ألقيناه أثر ما خطب الشيخ يحي حمودي باللغة القبائلية ليلة مأدبة النادي لجمعية العلماء فاهتز لها الحفل ودوت القاعة بالهتاف والتصفيق، وددت لو ذكرت الخطاب فنشرته كله، ولكنني سأكتفي بالكلمة التالية فقد تكون أوفى منه في المعنى وأجمل في التنسيق. إن أبناء يعرب وأبناء مازيغ قد جمع بينهم الإسلام منذ بضع عشرة قرنا، ثم دأبت تلك القرون تمزج ما بينهم في الشدة والرخاء، وتؤلف بينهم في العسر واليسر، وتوحدهم في السراء والضراء، حتى كونت منهم منذ أحقاب بعيدة عنصرا مسلما جزائريا، أمه الجزائر وأبوه الإسلام. وقد كتب أبناء يعرب وأبناء مازيغ آيات اتحادهم على صفحات هذه القرون بما أراقوا من دمائهم في ميادين الشرف لإعلاء كلمة الله، وما أسالوا من محابرهم في مجالس الدرس لخدمة العلم. فأي قوة بعد هذا يقول عاقل تستطيع أن تفرقهم؟ لولا الظنون الكواذب والأماني الخوادع يا عجبا! لم يفترقوا وهم الأقوياء، فكيف يفترقون وغيرهم القوي كلا والله، بل لا تزيد كل محاولة للتفريق بينهم إلا شدة في اتحادهم وقوة لرابطتهم (ذمتي بما أقول رهينة وأنا به زعيم) والإسلام له حارس، والله عليه وكيل. نعم إننا نتحد لننفع أنفسنا، وننفع إذا استطعنا غيرنا، ومعاذ الله والإسلام أن نتحد على أحد، أو نتفق على باطل، أو نتعاون على إثم أو عدوان، "يا أيها الذين آمنوا كونوا قوامين لله شهداء بالقسط". | يحيى حمودي |